# Niko Bete
Niko Bete je hrvatski pjevač i skladatelj domoljubnih i rodoljubnih pjesama. Rođen je u Konavlima. Javnosti je poznat po pjesmama: "Ante, svi smo mi za te", "Mirko Norac", Bože zdravlja", "Budio sam se", "Crna mi je u divojke kosa", "Dva drugara", "Golubica", "Dalmatinci smo", "Moj kume kumašine...".

## Diskografija
Niko Bete je dosad objavio četiri albuma: 
- Odlazim ljubavi stara, Diskos, 1989.[1]
- Za šaku dolara, Orfej, 2000.[2]
- Živim i ljubim narod svoj, 2004.[3]
- Istina, 2010. (gostuju: Ćiro Blažević, Božidar Alić, Marijan Ban, Ićo, Bepo Matešić, Matija Vujica)[4]

Sudjelovao je na Melodijama hrvatskog Jadrana 1997., Etnofestu u Neumu, Hrvatskom radijskom festivalu 2004., Melodijama Mostara 1995. i Splitskom festivalu 1995. godine.